# E・S・ジョニー・ウォーカー
E・S・ジョニー・ウォーカー（英語: E. S. Johnny Walker、1911年6月18日 – 2000年10月8日）は、 アメリカ合衆国の政治家。出生名はエルザー・スティーブン・ウォーカー（英語: Elzer Steven Walker）。連邦下院議員、第14・16代ニューメキシコ州公有地委員長、ニューメキシコ州下院議員。宗教はプロテスタント。

## 概要
1911年6月18日、ケンタッキー州フルトン郡フルトンでエルザー・スティーブン・ウォーカーとして誕生。アルバカーキ高校を卒業後、ニューメキシコ大学に進学し、ジョージ・ワシントン大学でも学んだ。1942年、アメリカ陸軍に入隊し、1945年まで北アフリカ作戦戦域やヨーロッパ作戦戦域で務めた。ニックネームであるジョニー・ウォーカーは、この陸軍時代に同僚から付けられたもので、ウォーカーがスコッチ・ウイスキーのジョニー・ウォーカーに目がなかったことが由来とされる。ウォーカーはニューメキシコ州ではありふれた苗字だったため、選挙ではより覚えやすいジョニー・ウォーカーの名前を使用していたが、投票では法律上の氏名を書かなければならないという規定に直面した。そのため、後に法律上の氏名をE・S・ジョニー・ウォーカーに改名している。
1949年、ニューメキシコ州下院議員に選出され、下院多数党院内幹事としても活躍。1953年から断続的にニューメキシコ州公有地委員長を務め、計4期8年の任期を務めた。1964年、ウォーカーは民主党候補としてニューメキシコ州全州選挙区（ポジション2）から下院議員選挙に出馬し、総選挙では164,863票を獲得。共和党のジャック・レッドマン候補に1万票以上の差をつけて当選。1966年にも再選したが、獲得票数は126,984票にとどまり、共和党のロバート・デヴィッドソン候補とは約2,400票差だった。1968年の選挙からニューメキシコ州全州選挙区が廃止され、州内に2つの選挙区が設置されるようになった。ウォーカーはニューメキシコ州第2選挙区から出馬したが、約2,000票差で共和党のエド・フォアマンに敗れた。
2000年10月8日、ニューメキシコ州アルバカーキで死去。サンタフェ・ナショナル・セメタリー（Santa Fe National Cemetery）に埋葬された。